# پالاش
پالاش (به لاتین: Palash) یک منطقهٔ مسکونی در بنگلادش است که در ناحیه نارسینگدی واقع شده‌است. پالاش ۹۴٫۴۳ کیلومتر مربع مساحت و ۱۷۴٬۰۴۰ نفر جمعیت دارد.